# 新鵜沼站
新鵜沼站（日语：／ Shinunuma eki */?）是位於岐阜縣各務原市鵜沼南町五丁目，名古屋鐵道（名鐵）的車站。車站編號為IY17。
現時，犬山線和各務原線設有互相直通運行班次。此站，為犬山、各務原兩線的終點站，在兩站出發的列車均為上行列車，在設定列車編號時，犬山站→新鵜沼站→名鐵岐阜站方向會視行下行列車。
車站選定為第3次「中部車站百選」。

## 歷史
名古屋電氣鐵道取得犬山至關之間許可建設鐵路線的牌照。公司隨後由（舊）名古屋鐵道繼承並建成新鵜沼站（當時此站至關之間未建成）。在翌年，各務原鐵道（各務原線的前身）在新鵜沼站旁邊建成東鵜沼站（日语：／），不久兩站合併為新鵜沼站。
在合併後月台配置有所變更。在戰後犬山線首先把電壓從600伏特升至1500伏特，把兩線分離，隨後各務原線也提升電壓並改建月台。在1964年（昭和39年）至今，兩路線再次合併為一體化車站。
在月台改建前，犬山線一方的新鵜沼站設有連接線連接各務原線和省線的鵜沼站，以讓不載客列車和貨車通過，以有前往下呂的客車直通運輸班次使用該線。但是當時配線是連接省線鵜沼站東邊，而不是直接連接高山本線，因此列車必需先進入鵜沼站，再進行折返。鵜沼站東邊的路線（鵜沼連接線）設1972年（昭和47年）完成，列車不需要再進入鵜沼站折返。
隨後，使用鵜沼連接線的高山線直通列車結束營運，此線並沒有列車使用。隨著留置線和鵜沼站閘外通道工程開始而把鵜沼連接線撤走。

## 車站構造
車站設有1面1線的單式月台，2面4線的島式月台，合共3面5線的混合式月台。所有月台可容納8卡車廂。
月台之間設有行人隧道連接，並設有升降機。
- 名鐵名古屋站方向中，μ-SKY多使用5號月台，特急多使用3號月台。4、5號月台於2002年新設。
- 從名鐵岐阜方向的列車若轉乘從此站出發往名鐵名古屋方向的列車。若列車從3號月台出發，可對面轉乘。若列車從4、5號月台出發，除了行人隧道前往該月台外，可考慮在鄰站犬山遊園站同月台轉乘，比較方便。
- 從名鐵岐阜方向的列車只可使用2號月台。此外，從犬山方向的列車也可使用2號月台。平日早上3班從犬山方向的列車會使用2號月台，隨後與從名鐵岐阜站出發的列車結併成為8卡編成。另外，較多從名鐵名古屋方向到達的列車會使用此月台並隨後成為不載客列車進行折返
- 3至5號月台路軌終端，只可來往犬山方向。只有在此站折返列車（犬山方向）使用。也可用作留置線。另外，1號月台也可向犬山方向出發。因此，所有月台也可向犬山方向出發。
- 在名鐵岐阜方向方面，只可使用1號月台才可前往名鐵岐阜。犬山線以此站為終點站的列車若轉乘往名鐵岐阜方向的列車，必須經過行人隧道前往1號月台，因此可考慮於早一個車站犬山遊園站同月台轉乘，比較方便。而1-3號月台是建設一個半俓為300米的彎位上，因此月台的空隙較寬。
- 在舉行日本萊茵祭時，從小牧線臨時直通列車會使用5號月台。
- 在2009年，各月台、行人隧道與閘口中均設置LED式列車資訊牌。此外，也設有自動廣播系統和發車鐘。自動廣播系統當初與其他主要車站不同，會先廣播方向後廣播類別型式廣播，後來把這兩個資訊掉轉廣播。另外，發車鐘與名鐵名古屋站的一宮、犬山方向月台，以及新可兒站的款式是一樣的。

| 月台 | 路線     | 方向                               |
| ---- | -------- | ---------------------------------- |
| 1    | 各務原線 | 名鐵岐阜方向                       |
| 2-5  | 犬山線   | 犬山、名鐵名古屋、中部國際機場方向 |

- 閘口：在1號月台南邊與JR線連接通道各1處。隨著連接通道完成，與JR線閘口分離，不再為共構與共站，若需要轉乘時，需先從此站出閘。
  - 1號月台南邊閘口
    - 自動閘機
    - 自動售票機
    - 有人櫃台暨閘口

  - 連接通道閘口：無人閘口
    - 自動閘機
    - 自動售票機
- 月台之間通道：行人隧道（於月台中間）
- 廁所：於閘口右邊（站內）
- 無障礙設備：在閘口前設有斜道，行人隧道與各月台之間設有升降機。
- 岐阜方向與犬山方向的部分列車會在此站改變類別（除了以犬山站為終點站的列車外）。

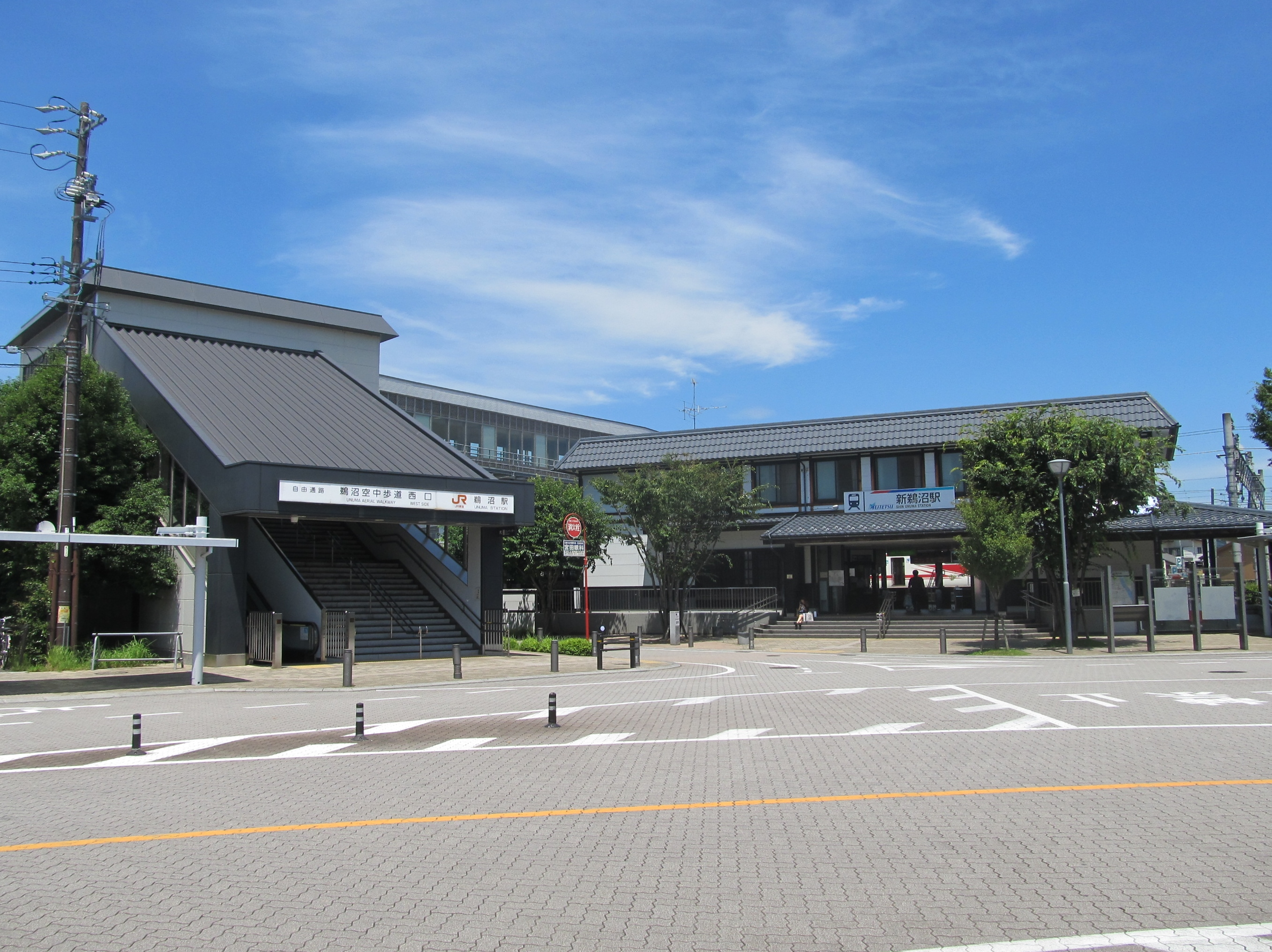
名鐵新鵜沼站車站大樓與JR鵜沼站西出口（2018年6月）
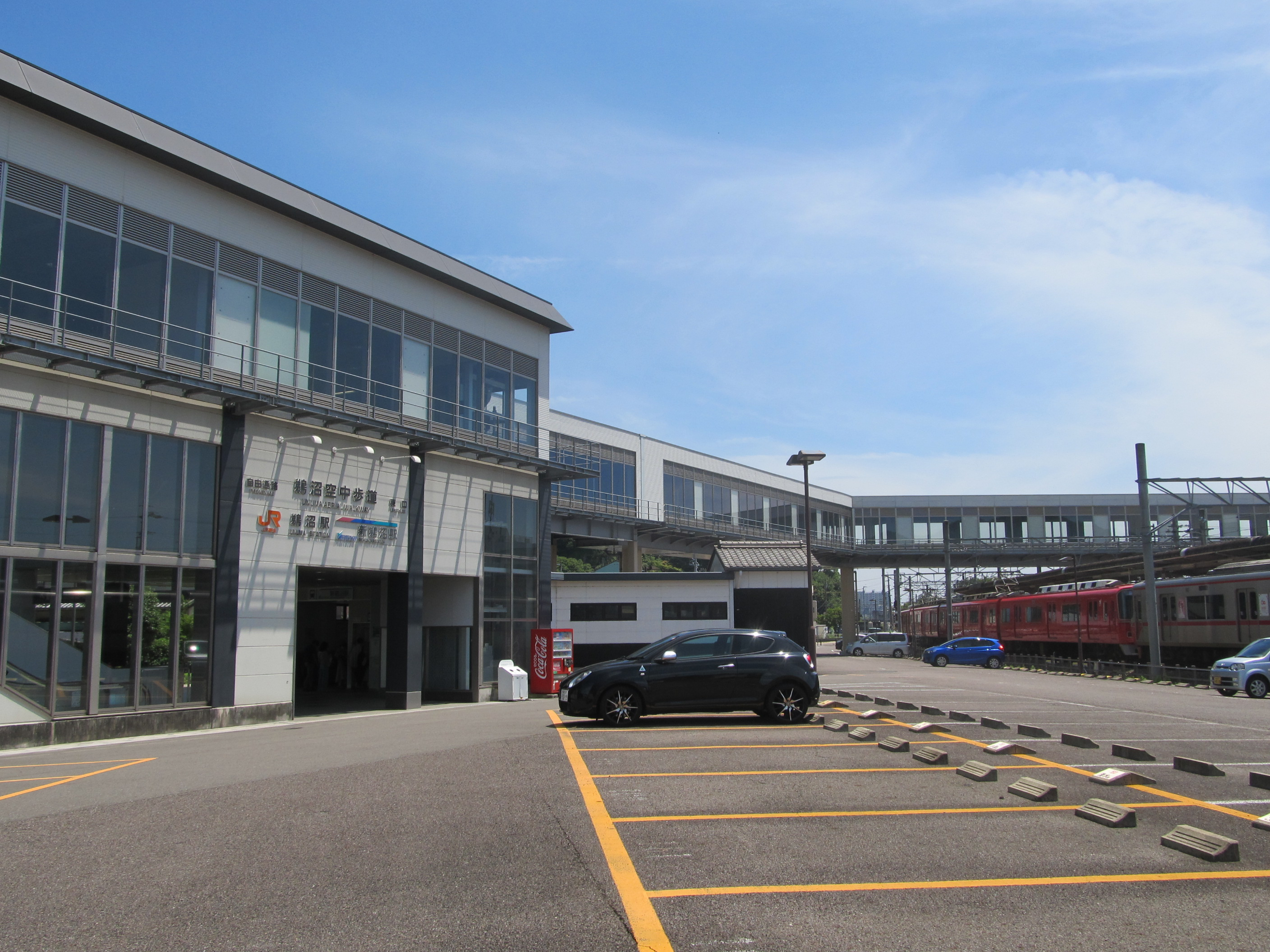
東出口（2018年6月）
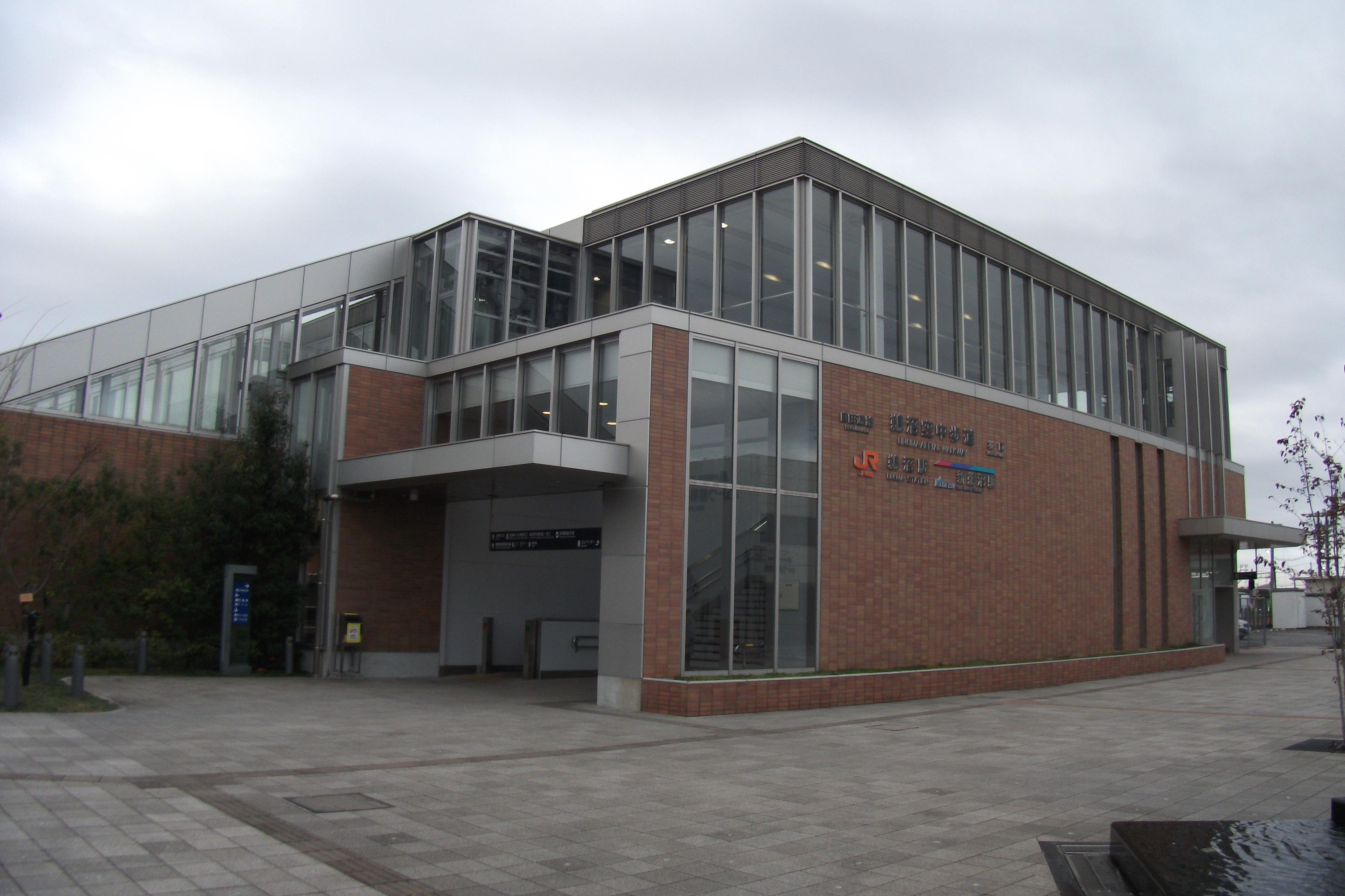
北出口（2012年1月）
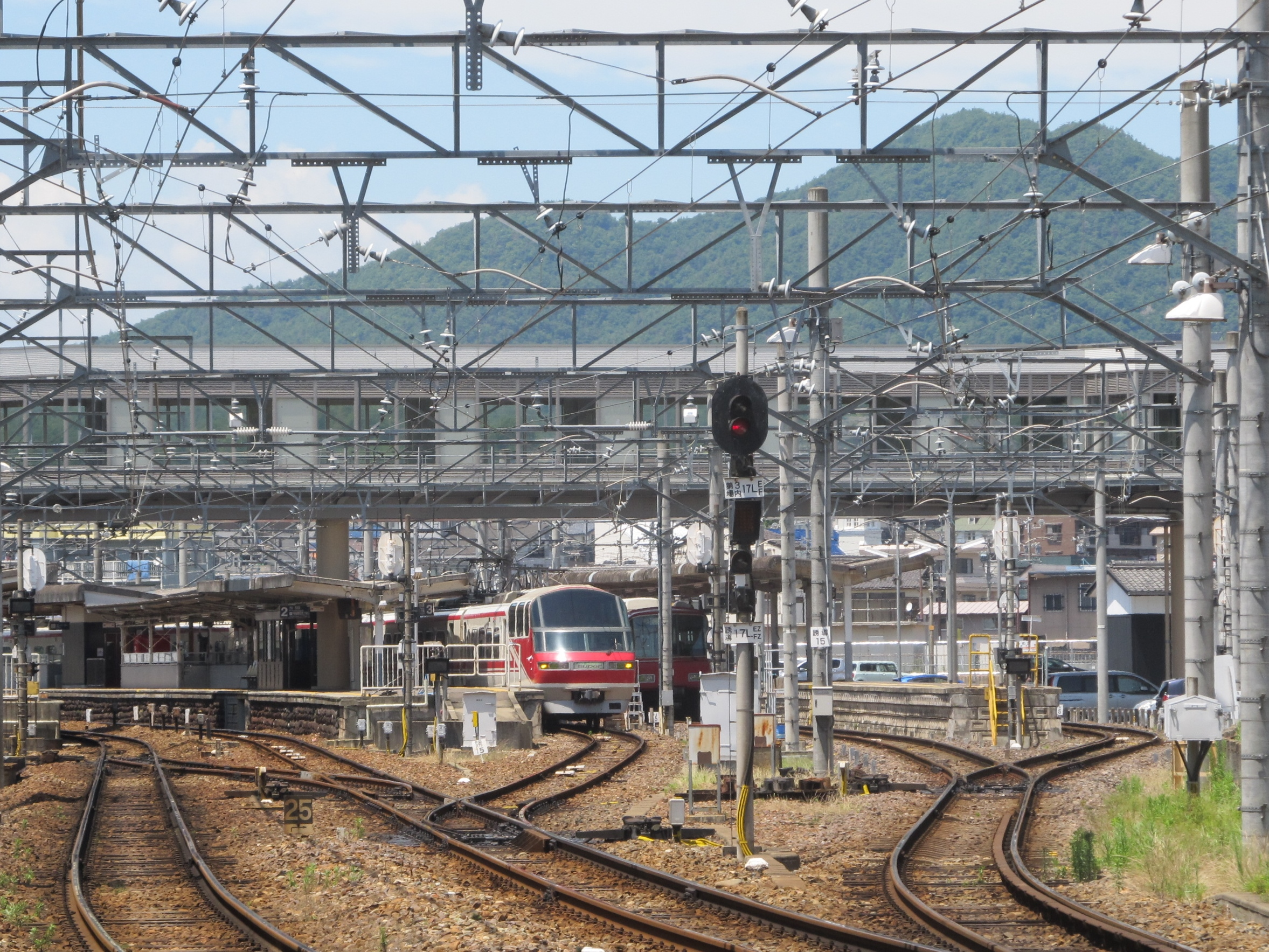
月台（2018年6月）

### 配線圖
| ← J：JR線岐阜方向 M：名鐵線名鐵岐阜方向            | 新鵜沼站 站內配線略圖  | → JR線高山方向 |
|                                                    | ↓ 名鐵線名鐵名古屋方向 |                |
| 图例 参考文献： 2009年的樣子。現時連接線已經撤走。 |                        |                |

## 使用狀況
- 在中提及在2013年度，當時1日平均上下車人次為10,662人，在名鐵所有車站（275站）排名第31，犬山線（17站）中排名第6，各務原線（17站）中排名第2[13]。
- 在中提及在1992年度，當時1日平均上下車人次為16,506人，除岐阜市內線均一車費區間內各站（岐阜市內線、田神線、美濃町線徹明町站至琴塚站之間）外名鐵所有車站（342站）中排名第24，犬山線（17站）中排名第5，各務原線（18站）中排名第2[14]。
- 在中提及在1981年度，當時1日平均上下車人次為12,953人，為名鐵所有車站中排名第26[15]。
- 根據「岐阜縣統計書」和「各務原市統計書」，在2017年度1日平均乘車人次為5,597人，以下為近年1日平均乘車人次的列表：

| 年度   | 1日平均 乘車人次 | 參考資料 |
| ------ | ---------------- | -------- |
| 2001年 | 5,941            | [ 16 ]   |
| 2002年 | 5,688            | [ 17 ]   |
| 2003年 | 5,556            | [ 18 ]   |
| 2004年 | 5,461            | [ 19 ]   |
| 2005年 | 5,440            | [ 20 ]   |
| 2006年 | 5,390            | [ 21 ]   |
| 2007年 | 5,288            | [ 22 ]   |
| 2008年 | 5,188            | [ 23 ]   |
| 2009年 | 5,093            | [ 24 ]   |
| 2010年 | 5,101            | [ 25 ]   |
| 2011年 | 5,206            | [ 26 ]   |
| 2012年 | 5,224            | [ 27 ]   |
| 2013年 | 5,307            | [ 28 ]   |
| 2014年 | 5,260            | [ 29 ]   |
| 2015年 | 5,495            | [ 30 ]   |
| 2016年 | 5,574            | [ 31 ]   |
| 2017年 | 5,597            |          |

## 車站周邊
車站鄰近JR東海鵜沼站，使成為3線交匯的交通樞紐，車站前設有迴旋路，但是車站周邊不是市區。在近年開始開發住宅區，以及在站前開展土地整理項目。
- JR東海 鵜沼站
- 木曾川　在日本萊茵河夏天時會舉行夏季納涼煙花大會，可從鵜沼一方觀看煙花。
- 犬山橋　2000年3月28日道路專用的「公路專用橋」完成，舊橋為鐵路專用。在以前汽車和犬山線列車使用同一橋粱上，成為電車同樣的通行形態。而整條橋粱也納入在車站內。
- 停車場，停泊單車場 - 由名鐵協商（日语：名鉄協商）的收費停泊場。
- 大垣共立銀行（日语：大垣共立銀行） 鵜沼分店
- 名鐵西部交通（日语：名鉄西部交通）的士站

## 巴士路線
- 岐阜巴士（日语：岐阜バス）
  - 各務原東部線(只限平日服務)
鵜沼宿站→榴丘北→鵜沼中學前（日语：各務原市立鵜沼中学校）(只限早上後) → 苧瀨池（日语：苧ヶ瀬池） → 各務西町營業所→東海中央醫院（日语：東海中央病院）
  - 綠苑團地線（2006年由名鐵巴士（日语：名鉄バス）營運）
新鵜沼站→綠苑口→綠苑小學（日语：各務原市立緑苑小学校） → 中心前 → 綠苑口→ 新鵜沼站(平日早上平日部分班次改以JR鵜沼站為終點)
- 各務原市接觸巴士（日语：各務原市ふれあいバス）
  - 鵜沼線（右回、左回）
新鵜沼站 - JR鵜沼站 - 鵜沼第3小學北（日语：各務原市立鵜沼第三小学校） - 綠苑口 - 八木山小學前（日语：各務原市立八木山小学校） - 鵜沼中學前 - 鵜沼福祉中心 - 鵜沼宿站 - 市民泳池（日语：各務原市民プール） - 新鵜沼站
  - 東西線早上黃昏班次（一日一班）
新鵜沼站 - JR鵜沼站 - 鵜沼第3小學北 - 綠苑口 - 八木山小學前 - 鵜沼中學前 - 鵜沼福祉中心 - 名電各務原站 - 東海中央醫院（日语：東海中央病院） - 各務原高校前（日语：岐阜県立各務原高等学校） - 各務西町營業所

## 相鄰車站
名古屋鐵道
  犬山線
□μ-SKY、□快速特急、■特急、□快速急行、■急行、■準急、■普通
犬山遊園（IY16）－新鵜沼（IY17）
  各務原線
□μ-SKY（只有從三柿野出發班次）
新鵜沼（IY17）－三柿野站（KG06）
□快速急行、■急行
新鵜沼（IY17）－名電各務原（KG04）
■普通
新鵜沼（IY17）－鵜沼宿（KG01）

## 注腳
1. ↑  6月13日股東特別大會通過「鉄道譲渡」『官報』1921年8月8日（國立國会圖書館數碼化收藏資料）
2. ↑  「地方鉄道運輸開始」『官報』1926年10月7日（國立國会圖書館數碼化收藏資料）
3. ↑  1921年5月17日鐵路牌照（名古屋電氣鐵道）『官報』1921年5月18日，於1927年8月9日牌照失效『官報』1927年8月9日（國立國会圖書館數碼化收藏資料）
4. ↑  「地方鉄道運輸開始」『官報』1927年9月26日（國立國会圖書館數碼化收藏資料）
5. ↑  清水武. . 洋泉社. 2016: 204. ISBN 978-4-8003-0800-9.
6. ↑  清水武. . 洋泉社. 2016: 205. ISBN 978-4-8003-0800-9.
7. ↑  渡利正彥. . 鐵道畫刊 (電氣車研究會). 1996-07, 624: 127.
8. ↑  渡利正彥. . 鐵道畫刊 (電氣車研究會). 1996-07, 624: 128.
9. ↑  德田耕一. . 七賢出版. 1997: 113. ISBN 9784883043323.
10. ↑  伊藤博康. . 中日新聞社. 2018: 72. ISBN 978-4-8062-0747-4.
11. 1 2  駅時刻表：名古屋鉄道・名鉄バス （页面存档备份，存于），2019年3月24日參閲
12. ↑  川島令三，『東海道ライン 全線・全駅・全配線 第5巻 名古屋駅 - 米原エリア』，pp.28-29，講談社，2009年7月，ISBN 978-4062700153）
13. ↑  名鐵120年史編纂委員會事務局（編）. . 名古屋鐵道. 2014: 160–162.
14. ↑  名古屋鐵道廣報宣傳部（編）. . 名古屋鐵道. 1994: 651–653.
15. ↑  名古屋鐵道（編集）. . 名古屋鐵道. 1983: 36.
16. ↑  岐阜県統計書（平成14年）PDF
17. ↑  岐阜県統計書（平成15年）PDF
18. ↑  岐阜県統計書（平成16年）PDF
19. ↑  岐阜県統計書（平成17年）PDF
20. ↑  岐阜県統計書（平成18年）PDF
21. ↑  岐阜県統計書（平成19年）PDF
22. ↑  岐阜県統計書（平成20年）PDF
23. ↑  岐阜県統計書（平成21年）PDF
24. ↑  岐阜県統計書（平成22年）PDF
25. ↑  岐阜県統計書（平成23年）PDF
26. ↑  岐阜県統計書（平成24年）PDF
27. ↑  岐阜県統計書（平成25年）PDF
28. ↑  岐阜県統計書（平成26年）PDF
29. ↑  岐阜県統計書（平成27年）PDF
30. ↑  岐阜県統計書（平成28年）PDF
31. ↑  岐阜県統計書（平成29年）PDF

## 外部連結
- 新鵜沼 - 名古屋鐵道
- 岐阜巴士乘合事業部（日語）
- 岐阜巴士社區（日語）